# Plauener Spitze

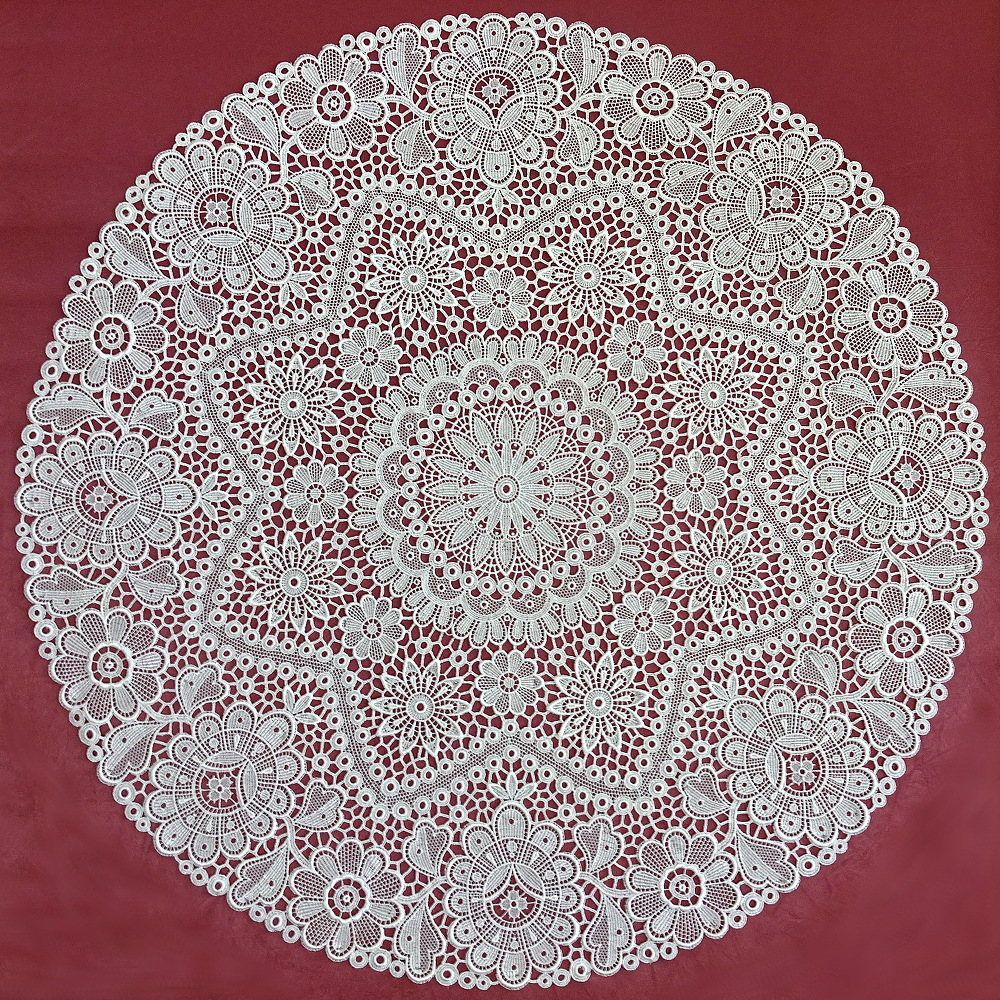
Typische Spitzendecke aus Plauener Spitze

Plauener Spitze ist eine geschützte Marke des Branchenverbandes Plauener Spitzen und Stickereien e. V. Mitglieder und zugleich Lizenznehmer sind mehrere Stickereiunternehmen in der Stadt Plauen und im Vogtland. Die Marke steht weniger für eine bestimmte Art der Spitze, sondern fungiert vorrangig als Qualitätssiegel und Dachmarke für alle regional erzeugten Stickereierzeugnisse der Verbandsmitglieder.

## Bedeutung

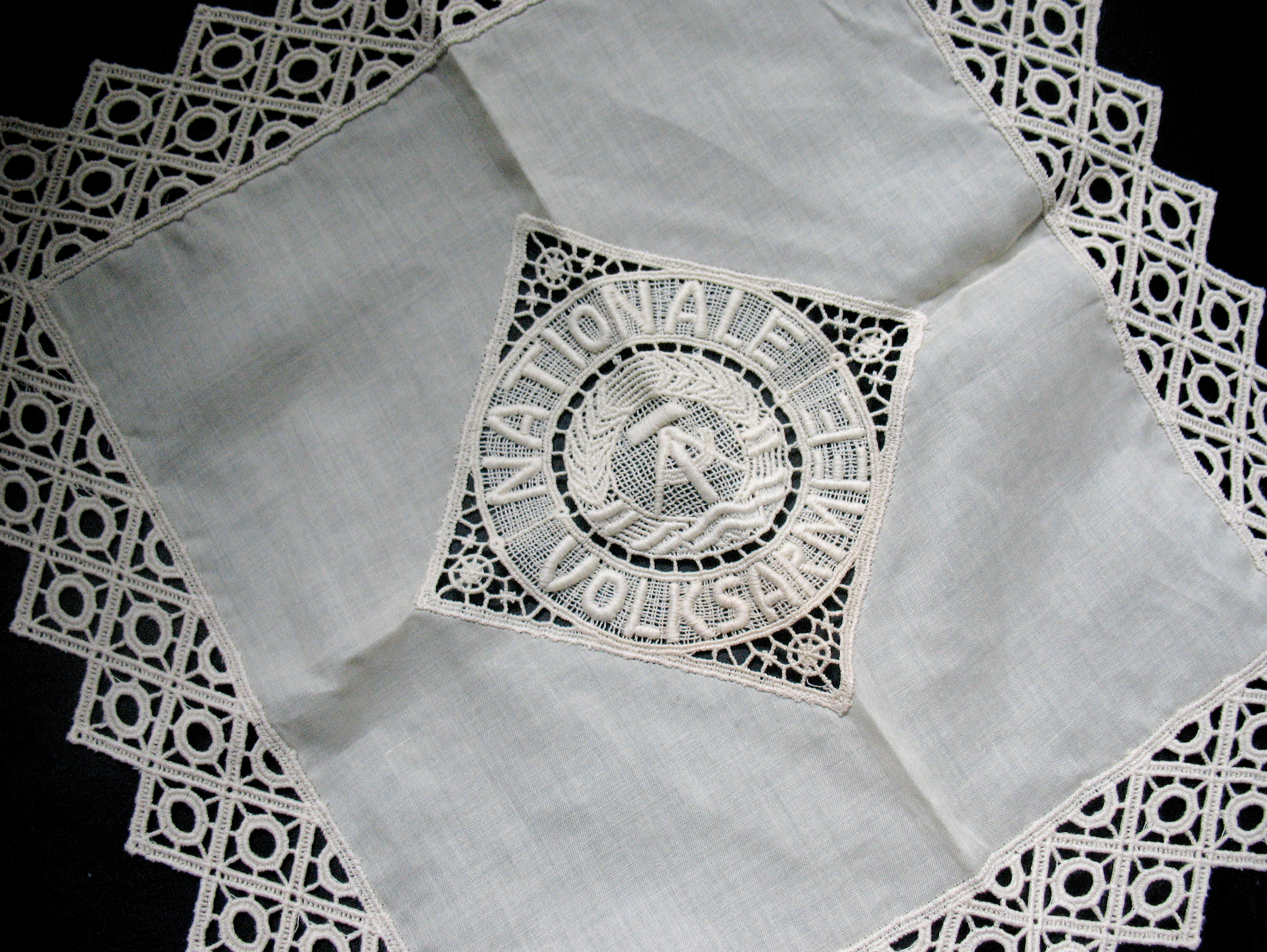
Tischdecke für die NVA

Der Ursprung der Plauener Spitze(n) war die Veredlung glatter Baumwollstoffe mittels Plattstich-Stickerei, die Anfang des 19. Jahrhunderts einsetzte. Später wurde auch Tüll bestickt. Das Bestreben den Stickgrund vollständig zu entfernen, führte zur Erfindung der Ätzspitze (auch als Luftspitze bezeichnet). Das Verfahren zur Herstellung von Ätzspitze wurden etwa zeitgleich in St. Gallen (Schweiz) und in Plauen entwickelt. Die Plauener Luftspitze wurde erstmals 1882 von dem Sticker Gottfried Prager in der Stickerei Anton Falke hergestellt, nachdem sie von Bruno und Anton Falke entwickelt worden war. Doch erst die Einführung der Schiffchenstickmaschine im Jahre 1883 beschleunigte die maschinelle Herstellung von Tüll- und Ätzspitze. Die verschiedenen Arten der in der Region hergestellten Spitzen wurden nach 1900 unter der Bezeichnung Plauener Spitze(n) vertrieben. Die Erzeugnisse erhielten im Jahr 1900 einen Grand Prix auf der Weltausstellung in Paris und sind seitdem weltweit bekannt.
Die Spitzenfabrikation ermöglichte den Aufstieg der Stadt Plauen zu einer der großen Städte in Sachsen. Nach schweren Krisen in den 1920er und 1990er Jahren wird die Spitzenherstellung von kleinen Firmen noch heute betrieben. Hauptprodukte der Branche sind Raumtextilien (Gardinen, Tischwäsche), Brautkleider und Accessoires für die Damenober- und -unterbekleidung (Dessous). Zunehmend werden Stickverfahren auch zur Herstellung von Spezialtextilien eingesetzt.

## Geschichte

### Vorentwicklung ab dem 16. Jahrhundert
Auf der Basis des seit der frühen Neuzeit etablierten Tuchmacherhandwerks entwickelte sich bereits ab Mitte des 16. Jahrhunderts in Plauen die Baumwollweberei. Die hochwertigen Musseline und Kattune aus dem sächsischen Vogtland erhielten im 18. Jahrhundert zunehmend Konkurrenz aus dem In- und Ausland. So fehlte es nicht an Versuchen, die glatten Baumwollstoffe zu veredeln. Bereits 1755 wurde von J. A. Neumeister in Plauen eine Kattundruckerei (heute Weisbachsches Haus) gegründet. Ab 1775 verbreiteten sich die im Erzgebirge ansässige Ausnäharbeit und Tambourstickerei auch im Vogtland.

### Stickereiproduktion im 19. Jahrhundert
Ab 1810 ist in Plauen die Plattstich-Stickerei dokumentiert, eine noch von Hand ausgeführte Nadelarbeit. In den Folgejahren konnte sich die Stickerei als neue Erwerbsquelle in der Region etablieren: Um 1828 beschäftigen sich bereits mehr als 2000 Menschen mit der Handstickerei, der sogenannten Weißstickerei. Nachdem der Elsässer Josua Heilmann 1829 den ersten Prototyp einer Handstickmaschine erfunden hatte, begannen auch in Plauen ab 1830 in der Weißwarenfirma von Friedrich Ludwig Böhler erste Versuche mit einer dieser neuen Maschinen. Die Versuche scheiterten, da die Technik noch nicht ausgereift war.
Die Industrialisierung des Stickereigewerbes in Plauen begann 1858, als die Stickereifirma F. Schnorr& G. Steinhäuser mit zwei Handstickmaschinen die Produktion aufnahm. Damit war der Grundstein für eine neue Industrie gelegt: die Maschinenstickerei. Zwischen 1865 und 1872 verfünffachte sich das Produktionspotenzial. Plauen zählte mittlerweile 239 Stickereibetriebe mit 907 Handstickmaschinen. 1881 gelang weltweit erstmals dem Plauener Theodor Bickel die Herstellung maschinengestickter Tüllspitze auf Handstickmaschinen. 1883 wurden in Plauen die ersten Schiffchenstickmaschinen aufgestellt (Zweifadensystem mit Schiffchen als Hinterfaden und externem Antrieb). Jetzt war es möglich, hochwertige Tüll- und Ätzspitze maschinell, und damit kostengünstig herzustellen. Mit der 1881 gegründeten Vogtländischen Maschinenfabrik wurde der Maschinenbau nun zu einer bedeutenden Produktivkraft für die vogtländische Spitzen- und Stickereiindustrie.
Ab 1885 war Plauen zum Zentrum der deutschen Spitzen- und Stickereiindustrie geworden. Ab 1889 trat die neue Luftspitze entscheidend hervor und wurde aufgrund der weltweiten Nachfrage zusammen mit anderen Arten Spitze unter der Bezeichnung Plauener Spitze(n) weltbekannt. Unter den verschiedenen Bezeichnungen – Dentelles de Saxe, Saxon Lace, Plauen Lace oder Dentelles de Plauen – wurden die Erzeugnisse auf den internationalen Märkten in großer Menge vertrieben. Auf der Weltausstellung Paris 1900 wurden die Plauener Spitze(n) mit einem Grand Prix ausgezeichnet.

### Stickereiproduktion im 20. Jahrhundert

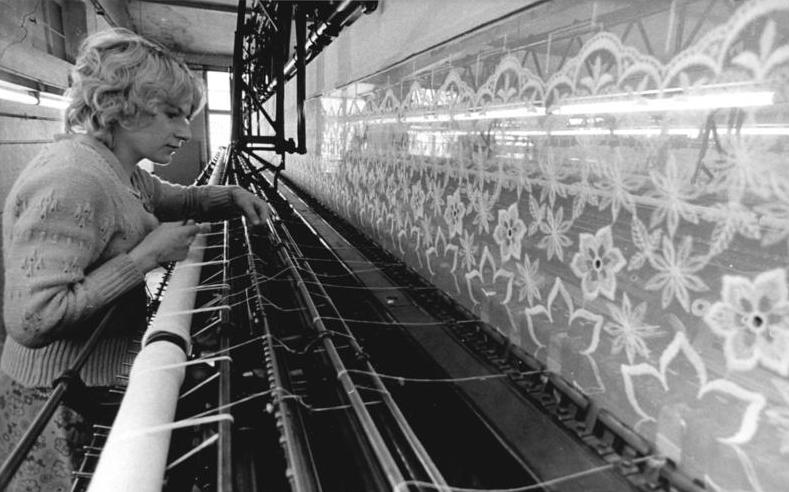
Stickmaschine mit einer Arbeitsbreite von zweimal 13,5 Metern

Die Blütezeit erlebte die Stickereiproduktion in Plauen und dem Vogtland um die Jahrhundertwende. Der Boom hielt bis zum Jahr 1912 an. Zu diesem Zeitpunkt waren mehr als 16.000 Stickmaschinen im Einsatz. Die Stadt Plauen entwickelte sich zu einer der großen Städte in Sachsen.
Die darauf folgenden Jahrzehnte mit den beiden Weltkriegen waren durch politische Krisen geprägt, die die stark exportabhängige Stickereiindustrie infolge mangelnder Nachfrage und Handelsbeschränkungen schwächte. Dem folgte gegen Kriegsende 1944 die fast vollständige Zerstörung Plauens in zahlreichen Luftangriffen (75 % des Stadtgebiets), wodurch die Stickereiproduktion völlig zum Erliegen kam. Ab 1945 begannen die Spitzen- und Stickereiindustrie, zunächst bestehend aus privaten Industrie- und Handwerksbetrieben, erneut auf den Märkten Fuß zu fassen. Bis in die 1970er Jahre wurden nahezu alle Betriebe enteignet.
Im Zeitraum von 1963 bis 1989 wurde die Plauener Spitze mit 33 Goldmedaillen der Leipziger Messe für ihr Design und technologische Meisterschaft ausgezeichnet.
Noch 1989 wurde Plauener Spitze auf 1400 Stickmaschinen produziert und in über 40 Länder exportiert. Im Ergebnis der 1990 beginnenden Umwandlung und Privatisierung waren im Jahr 2006 noch ca. 40 Unternehmen, überwiegend Familienbetriebe, in der Branche tätig.